# Хэйм, Кори
Кори Хэйм (англ. Corey Ian Haim; 23 декабря 1971, Торонто, Канада — 10 марта 2010, Бербанк, США) — канадский актёр, получивший известность в подростковом возрасте. Несколько лет являлся самым популярным подростком в мире.

## Ранние годы
Родился в Торонто в еврейской семье. Его мать Джуди была служащей, отец Берни — продавцом. Когда мальчику было 11 лет, родители развелись после 18 лет совместной жизни. У Хэйма была старшая сестра Кэрол и младший единокровный брат Дэниел Ли от второго брака отца.
В детстве Кори жил в Чомедее, а затем — в Уиллоудейле. Мать записала мальчика на курсы драмы, чтобы он преодолел свою застенчивость, и случайно, находясь с Кэрол на одном из её прослушиваний, он тоже его прошёл. Не интересуясь особо кинематографом, Хэйм увлекался другим: хоккеем, игрой на синтезаторе и коллекционированием комиксов. Одно время он даже играл за хоккейную команду AA Thunderbirds.
Хэйм учился в нью-йоркской средней школе Сион-Хейтс, затем начал сниматься в фильмах.

## Карьера
Хэйм начал свою актёрскую деятельность в десятилетнем возрасте, сыграв Ларри в канадском сериале The Edison Twins, продлившемся с 1982 по 1986 годы.
Дебют на большом экране состоялся в 1984 году в триллере «Перворожденный» с Сарой Джессикой Паркер и Робертом Дауни младшим. Съёмки проводились в Канаде. В первый съёмочный день Хэйм снимался с актёром Питером Уэллером, игравшим его жестокого отца. Мальчик похвалил актёрскую игру старшего актёра, после чего Уэллер, ещё не выйдя из роли, схватил его и толкнул к стене, предупредив, чтобы тот больше не разговаривал с ним. Три ассистента разнимали их. Позже Хэйм сказал, что был сильно напуган этим инцидентом. Сара Джессика Паркер сказала, что Хэйм проводил много времени вместе с ней и её тогдашним парнем Робертом Дауни младшим, который научил его пользоваться муссом для волос: «Он был очень талантливым и обаятельным — я обожала его». В 1985 году он сыграл эпизодические роли в фильмах: «Тайный поклонник» и «Любовь Мёрфи». Хэйм начал получать признание в индустрии, получив свою первую премию Молодой артист за фильм «Время жить», в котором он сыграл умирающего сына персонажа Лайзы Миннелли.
Популярность молодого актёра наступила с выходом фильма «Лукас» в 1986 году, а год спустя, в 16-летнем возрасте, он снялся в фильме «Пропащие ребята» вместе с Кори Фельдманом. Актёрский дуэт Хэйма и Фельдмана появился ещё в семи фильмах, среди которых «Водительские права» и «Задумай маленькую мечту». Актёры «оккупировали» обложки подростковых журналов конца 1980-х.
Хэйм получал 2000 писем от фанатов в неделю и тратил своё время, пытаясь избежать девочек-подростков, осаждавших его. Картина «Водительские права» принесла ему вторую премию Молодой артист и собрала более 22 миллионов долларов внутри страны.
В октябре 1989 года он выступил на сцене Knott’s Berry Farm с диджеем Гамильтоном в рамках подростковой антинаркотической кампании. Многотысячная аудитория девушек не переставала кричать и метаться по сцене, пожарным пришлось вывести Хэйма из здания из-за опасений за его безопасность. Он позже сказал, что после этого он боялся выходить на сцену и решил никогда больше этого не делать.
В 1990-х Хэйм стал все чаще злоупотреблять наркотиками прямо на съёмочной площадке, режиссёры стали отказываться от работы с ним. Он стал сниматься в низкопробном кино. В 1994 году он посетил Германию, чтобы подписать контракт с немецким звукозаписывающим лейблом Edel и записал там альбом. Однако сделка сорвалась, и альбом остался неизданным. Одна из песен, написанная под влиянием еврохауса «You Give Me Everything», спродюсированная Даниэлем Шубертом и Даниэлем Гоншореком, была выпущена в 1995 году в виде сингла. В 1995 году он также безуспешно пробовался на роль Робина в фильме Джоэла Шумахера «Бэтмен навсегда».
Агент Брук Маккартер работала с Хэймом до середины 1990-х годов, но, сославшись на его проблемы с наркотиками, в конце концов ушла от него. В 1996 году он снялся ещё в четырёх малобюджетных фильмах: «Академия сноуборда», «Школа сноуборда», «Озеро страха» и «Разорённый» — в последнем также снялся в главной роли и режиссёр Кори Фельдман. Фельдман был вынужден уволить Хэйма после того, как тот отказался сократить употребление наркотиков и был неадекватен на съёмочной площадке, позже сказав, что это было одно из самых трудных решений, которые ему когда-либо приходилось принимать. У Хэйма была небольшая роль в телевизионном фильме «Мерлин: Поиски начинаются». В 1997 году он снялся в фильме «Никогда не поздно».
Кори чуть не разорился после того, как в 1996 году отказался от съёмок в фильме «Райский бар». Компания Lloyd’s of London подала на него в суд на сумму 375 000 долларов за то, что он не указал в страховом бланке свою наркотическую зависимость как ранее существовавшее заболевание. Хэйм подал заявку на защиту от банкротства в июле 1997 года. На этом этапе Хэйма перестали снимать в кино.
В 1999 году он снял в Монреале малобюджетный независимый фильм под названием Universal Groove, используя тогда только появлявшиеся цифровые технологии. Возвращение Хэйма в Канаду было достойно освещения в прессе, съёмки вызвали интерес местной прессы, а съёмочную площадку посетили репортёры журнала People. Однако у фильма возникли фатальные проблемы с постпродакшеном, а украденные кадры просочились в Интернет. Более восьми лет спустя создатели фильма, наконец, самостоятельно выпустили реконструированную версию фильма в Интернете.
Хэйм попытался вернуться в киноиндустрию в 2000 году с триллером «Без злого умысла» с Дженнифер Билз и Крейгом Шеффером в главных ролях. Он надеялся, что, сыграв роль бывшего наркомана, который скрывает убийство вместе с женихом своей сестры, он сможет уйти от амплуа забытого кумира подростков. Фильм был снят в Васкесиу, члены съёмочной группы вспоминали, как Кори просиживал в единственном городском баре до самого утра.
В 2001 году Кори стал объектом передачи «Настоящая Голливудская История». В эфире было показано, как он живёт со своей матерью в спартанской квартире над гаражом в Санта-Монике. В 2002 году он снялся в пародийном фильме ужасов «Убийства на заднем дворе». В том же году он снялся в роли самого себя в эпизоде канадского телесериала «Большой волк в кампусе». В 2006 году он занял 8-е место в списке величайших кумиров молодёжи по версии VH1.
В декабре 2006 года Кори начал сниматься в реалити-шоу под названием «Два Кори», которое воссоединило его с Фельдманом. Оба были исполнительными продюсерами и внесли определённый творческий вклад. Премьера шоу состоялась на канале A&E Network 29 июля 2007 года, а второй сезон стартовал 22 июня 2008 года. С его появлением Кори купил себе и Фельдману одинаковые кольца от Тиффани. Сюжет шоу рассказывал, как Хэйм жил в доме Фельдмана с Фельдманом и его женой и пытался вернуть свою карьеру. Его трудно было узнать, злоупотребления наркотиками отразилось на его внешности. Вскоре у Кори случился рецидив и стало очевидно, что он злоупотребляет отпускаемыми по рецепту лекарствами. Ссоры между лучшими друзьями привели к шестимесячному перерыву перед вторым сезоном. Кори был номинирован на премию зрительских симпатий на 22-й ежегодной премии Gemini Awards в Канаде за свою роль в шоу.

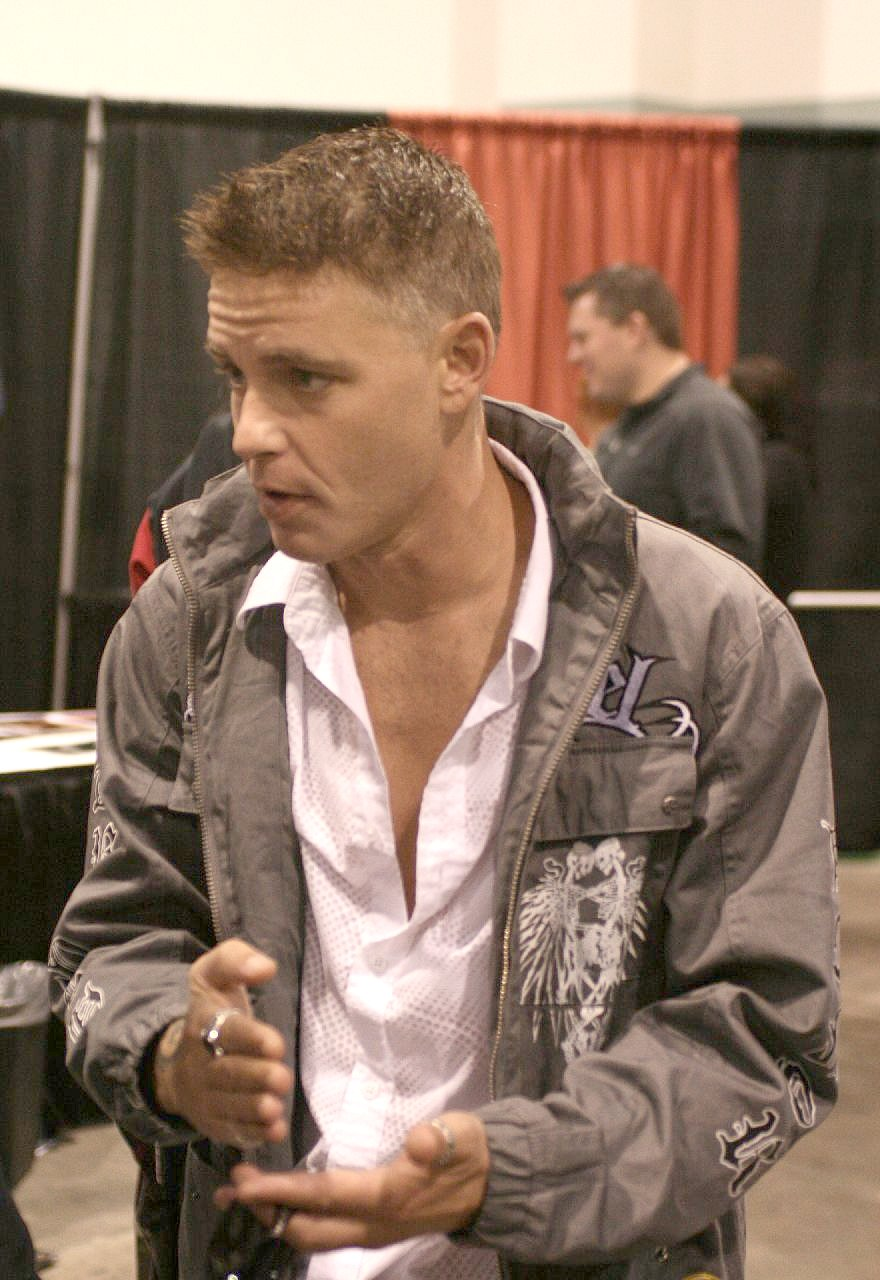
Кори Хэйм в 2008 году

7 февраля 2008 года Хэйм появился в голливудском издании Variety с фотографией на всю страницу и цитатой: Это не шутка. Я вернулся и готов работать. В феврале 2008 года в Ванкувере начались съёмки фильма «Потерянные мальчики: племя» с участием немногих актёров из оригинального состава. Кори заплакал, когда ему сказали, что для него в фильме нет роли. Позже он должен был сняться в эпизодической роли, но появился на съёмочной площадке явно под воздействием алкоголя и не смог вспомнить свои слова. Компания A&E отменила «Два Кори» в середине второго сезона в июле 2008 года.
Хэйм и Джи Том Мак разработали идею для реалити-шоу под названием «Потерянный мальчик найден», документирующего зависимость актёра и его выздоровление с помощью музыки в студии Мака, где ему дали место для проживания. Мак пообещал, что если Хэйм оставит наркотики, он позволит ему поехать в турне и выступить с ним. Был снят пилотный эпизод, но шоу так и не было снято. В 2009 году был выпущен боевик «Адреналин 2: Высокое напряжение», в котором Хэйм снялся с Джейсоном Стэтхэмом, Эми Смарт и Дуайтом Йоакамом. Он также снялся в двух картинах, запланированных к выходу в 2010 году: триллер «Закат по-американски», и «Решения», снятый в декабре 2009 года.
Кори был задействован в нескольких фильмах, которые планировалось запустить в производство в 2010 году. В последние дни своей жизни он работал над фильмом «Мёртвое море», в котором наёмники на военном корабле попадают в ловушку зомби. Коллеги по съёмочной площадке отметили его гиперактивность и потребность во внимании. Хэйм приходил на съёмочную площадку даже в выходные.
В 2018 году вышел документальный фильм «История двух Кори», посвящённый Хэйму и Фельдману.

## Личная жизнь
Хэйм никогда не был женат и не имел детей. С 1987 по 1990 год он состоял в отношениях с актрисой Алиссой Милано. Милано и её родители безуспешно пытались помочь Хэйму избавиться от его наркотической зависимости.
Какое-то время он встречался с актрисой Лалой Слоатман. Хэйм был помолвлен с актрисой Николь Эггерт. Говорят, что Эггерт однажды помогла спасти ему жизнь, доставив его в больницу для детоксикации во время передозировки. Эггерт рассказала: Я провела с ним много ночей в отделениях неотложной помощи.
Хэйм был помолвлен с актрисой Холли Филдс в 1996 году и с моделью Синди Гайер в 2000 году .
У него были отношения с актрисой Тиффани Шепис. В октябре 2008 года он заявил, что они помолвлены и должны пожениться 9 мая 2009 года.

## Смерть
10 марта 2010 года, после того, как мать Хэйма позвонила в 911, парамедики забрали его из их дома в медицинский центр Провиденс Сент-Джозеф в Бербанке, где он был объявлен мёртвым в 2:15 ночи. Ему было 38 лет. 10-минутный звонок 911, сделанный матерью Хэйма, просочился в сеть. У него были гриппоподобные симптомы за два дня до смерти. К нему пришёл врач и измерил температуру, но не заподозрил серьёзных проблем. Помощник главного коронера Эд Винтер сказал: Когда он встал с постели, то почувствовал небольшую слабость и опустился на пол на колени.
Полиция Лос-Анджелеса первоначально заявила, что смерть Хэйма, стала результатом случайной передозировки. Были извлечены флаконы, содержащие Валиум, Викодин, Сому (миорелаксант) и Галоперидол (нейролептик). Выяснилось, что Хэйм использовал вымышленные имена, чтобы приобрести более 553 рецептурных таблеток за 32 дня до своей смерти, обзвонив семь разных врачей и воспользовавшись семью аптеками для получения необходимого количества. Таблетки включали 195 таблеток Валиума, 149 таблеток Викодина, 194 таблеток Сомы и 15 таблеток Ксанакса. Агент Хэйма исключил возможность передозировки, сославшись на его недавнее стремление к чистому образу жизни и подтвердив, что он был полностью чист от наркотиков в течение двух недель. Однако лечащий врач Хэйма подтвердил, что Управление по борьбе с наркотиками установило, что он был зависим от обезболивающих препаратов .
Генеральный прокурор Калифорнии Джерри Браун объявил, что его ведомство расследует смерть Хэйма, заявив, что среди поддельных рецептурных записок, заказанных из Сан-Диего, был обнаружен несанкционированный рецепт на его имя. 17 марта 2010 года Браун объявил, что был произведён арест в связи с расследованием, которое касалось кражи личных данных врача и до 5000 незаконных рецептов. Хотя подробная информация не была обнародована, официальные лица заявили, что Хэйм получил Оксиконтин через рецептурную аптеку. Записи показали, что за последний год своей жизни он получил тысячи таблеток, используя врачей в офисах и отделениях неотложной помощи.
4 мая 2010 года отчёт о вскрытии, проведённый офисом коронера округа Лос-Анджелес, показал, что Хэйм умер от диффузного повреждения альвеол и пневмонии, а также от гипертрофической кардиомиопатии и коронарного атеросклероза. Смерть была признана естественной. Что касается вопроса о том, были ли задействованы наркотики, коронер заявил: отчёт токсикологии не выявил существенного фактора, способствующего этому. Прежде чем отчёт о вскрытии был опубликован публично, мать Хэйма заявила, что коронер нанёс ей визит, чтобы сообщить о своих предварительных выводах о том, что Хэйм умер от отёка легких и страдал от увеличенного сердца и воды в лёгких. В свидетельстве о смерти указаны диффузное повреждение альвеол и пневмония в качестве причин смерти, а гипертрофическая кардиомиопатия с коронарным атеросклерозом указана в качестве других состояний, способствующих, но не связанных с непосредственной причиной смерти.
Частная еврейская церемония похорон Хэйма состоялась 16 марта 2010 года в Мемориальной часовне Стилса в Торнхилле, Онтарио. На ней присутствовали родители Хэйма, а также 200 друзей и родственников. Дюжина фанатов ждала снаружи. Хэйм умер в нищете и его мать первоначально объявила, что расходы на его похороны будут покрыты за счёт государственных средств, предоставленных городом Торонто, как это обычно бывает в случаях нищеты. Тем не менее, городские власти заявили, что семья не подавала никаких документов, которые умоляли фанатов помочь обеспечить похороны в онлайн-обращении о выделении средств. Пожертвование в размере 20 000 канадских долларов было внесено сайтом памятных вещей, которому Хэйм продавал вещи на протяжении многих лет, но позже компания аннулировала чек после того, как выяснилось, что похоронное бюро вмешалось, чтобы покрыть расходы с самого начала. Личные вещи Хэйма были выставлены на аукцион на eBay.
Тело Хэйма было похоронено на кладбище Пардес Шалом в Мейпле, Онтарио.

## Сексуальное насилие
9 ноября 2017 года представитель Кори Хэйма рассказал «The Hollywood Reporter», что в 1986 году на съёмках фильма «Лукас» актёра якобы изнасиловал его коллега по съёмочной площадке Чарли Шин. Хейму на тот момент было 14 лет, Шину — 20.
По словам близкого друга Хэйма Доминика Брашиа, Шин принудил Хэйма к интиму. «Хэйм рассказал мне, что занимался сексом с Шином на съёмках. Он сказал, что они курили марихуану и занимались анальным сексом. Хэйм говорил, что после этого Шин начал избегать его», — сообщил Брашиа, отметив, что у Шина и мальчика было несколько сексуальных контактов.
Представитель Чарли Шина категорически отверг эти обвинения.
Впрочем, слухи о том, что у Шина и Хэйма во время съёмок были какие-то отношения, появились ещё до смерти Хэйма, но они с Шином их опровергли. Другой друг Хэйма, Кори Фельдман, в своих мемуарах подтверждает, что Хэйм на съёмках подвергся сексуальному совращению, но имени насильника (по словам Фельдмана, тот был взрослым и внушил Хэйму, что подобные отношения между парнями и мальчиками нормальны) он в книге так и не назвал, упомянув лишь, что тот довольно известная в киносреде личность.

## Фильмография
| Год       |    | Русское название                           | Оригинальное название                    | Роль                |
| --------- | -- | ------------------------------------------ | ---------------------------------------- | ------------------- |
| 1984      | ф  | Перворожденный                             | Firstborn                                | Брайан Ливингстон   |
| 1984—1985 | с  | Близнецы Эдисон                            | The Edison Twins                         | Ларри               |
| 1985      | тф | Время жить                                 | A Time to Live                           | Peter Weisman       |
| 1985      | ф  | Тайный поклонник                           | Secret Admirer                           | Джефф Райан         |
| 1985      | ф  | Серебряная пуля                            | Silver Bullet                            | Marty Coslaw        |
| 1985      | ф  | Любовь Мёрфи                               | Murphy's Romance                         | Jake Moriarty       |
| 1986      | ф  | Лукас                                      | Lucas                                    | Лукас               |
| 1987      | ф  | Пропащие ребята                            | The Lost Boys                            | Сэм Эмерсон         |
| 1987      | с  | Соседи                                     | Roomies                                  | Мэтью Уиггинс       |
| 1988      | ф  | Водительские права                         | License to Drive                         | Лэс Андерсон        |
| 1988      | ф  | Наблюдатели                                | Watchers                                 | Трэвис Корнелл      |
| 1989      | ф  | Задумай маленькую мечту                    | Dream a Little Dream                     | Дингер              |
| 1990      | ф  | Молитва роллеров                           | Prayer of the Rollerboys                 | Гриффин             |
| 1991      | ф  | Поспешное бегство                          | Fast Getaway                             | Нельсон             |
| 1991      | ф  | Машина его мечты                           | Dream Machine                            | Барри Дэвис         |
| 1992      | в  | Двойной агент                              | The Double 0 Kid                         | Лэнс Эллиот         |
| 1992      | в  | О, что за ночь                             | Oh, What a Night                         | Эрик                |
| 1993      | ф  | Смертельный поцелуй                        | Blown Away                               | Рич                 |
| 1993      | ф  | Всё что угодно ради любви                  | Anything for Love                        | Крис Колдер         |
| 1994      | в  | Последний пляж                             | National Lampoon’s Last Resort           | Дэйв                |
| 1994      | в  | Поспешное бегство 2                        | Fast Getaway 2                           | Нельсон Поттер      |
| 1995      | ф  | Задумай маленькую мечту 2                  | Dream a Little Dream 2                   | Дингер              |
| 1995      | в  | Школа жизни                                | Life 101                                 | Рэмси               |
| 1996      | в  | Озеро страха                               | Fever Lake                               | Альберт             |
| 1996      | ф  | Стрелок на стороне                         | Shooter on the Side                      | роль                |
| 1996      | ф  | Зимняя академия                            | Snowboard Academy                        | Крис Барри          |
| 1996      | в  | Тротиловая школа                           | Demolition High                          | Ленни Слэйтер       |
| 1997      | в  | Формула уничтожения                        | Demolition University                    | Ленни Слэйтер       |
| 1997      | ф  | Никогда не поздно                          | Never Too Late                           | Макс                |
| 1997      | в  | За решеткой                                | Busted                                   | Клиффорд            |
| 1998      | с  | Пси Фактор: Хроники паранормальных явлений | Psi Factor: Chronicles of the Paranormal | стажер              |
| 1998      | тф | Мерлин: Первое волшебство                  | Merlin: The Quest Begins                 | Уилф                |
| 2000      | тф | Без злого умысла                           | Without Malice                           | Марти               |
| 2002      | в  | Натурное убийство                          | The Backlot Murders                      | Тони                |
| 2007      | ф  | Универсальная привычка                     | Universal Groove                         | Джим                |
| 2007—2008 | с  | Два Кори                                   | The Two Coreys                           | Кори Хэйм           |
| 2008      | в  | Пропащие ребята: Племя                     | Lost Boys: The Tribe                     | Сэм Эмерсон         |
| 2009      | ф  | Адреналин 2: Высокое напряжение            | Crank: High Voltage                      | Рэнди               |
| 2009      | ф  | Город акул                                 | Shark City                               | Чип Дэвис           |
| 2009      | ф  | Американский закат                         | American Sunset                          | Том Марлоу          |
| 2010      | в  | Не беспокоить                              | New Terminal Hotel или Do Not Disturb    | Джаспер Крэш        |
| 2011      | ф  | Решения                                    | Decisions                                | детектив Лу Андреас |